# 北海道道782号上登别室兰线
北海道道782号上登別室兰线（日语：北海道道782号上登別室蘭線）是一条连结北海道登别市和室蘭市的普通道级道路（北海道道）。

## 道路概况

### 路线
- 起点：北海道登別市上登別町（北海道道2号洞爺湖登別線交点）
- 終点：北海道室蘭市高砂町1丁目（北海道道107号室蘭環状線交点）
- 延伸：18.997 km
- 实际延伸：17.989 km
- 重复扩展：1.008 km

## 经过的自治体
- 胆振综合振兴局
  - 登別市
  - 室蘭市

## 主要连接道路
- 北海道道2号洞爷湖登别线（起点）
- 北海道道327号弁景幌别线（登別市富士町5丁目）
- 北海道道107号室兰环状线（终点）

## 历史
- 1972年（昭和47年）3月31日路线被认定[1]

## 沿線
- 天华园跡
- 新登別大橋
- 日本工学院北海道専門学校
- 道央自動車道登别室兰IC
- 北海道登別青嶺高等学校
- 登別市立富岸小学校
- 北洋銀行登別支店
- 登別新生邮政局
- 若草中央公園
- 室蘭信用金庫若草支店
- 若草公園
- 登別市立若草小学校
- 室蘭総合自動車学校
- 伊達信用金庫わしべつ支店